# Slankcitronbi
Slankcitronbi, Hylaeus gracilicornis, är ett bi som är medlem av familjen korttungebin och släktet citronbin. 

## Beskrivning
Slankcitronbiet har en nästan hårlös, övervägande svart kropp. Honan har obetydliga, blekgula markeringar på sidan av ansiktet, medan hanen har både sidofläckarna och clypeus (munskölden) gulvita. Antennerna är även de gula undertill, även om det mer övergår till gulbrunt hos honan. De bakersta skenbenen är gula upptill; hanen har även framdelen av alla fötterna gula. Arten är helt liten; kroppslängden är 4,5 till 5 mm.

## Ekologi
Habitatet utgörs av öppna landskap, gärna men inte uteslutande i närheten av fuktig terräng, som skogsbryn, dikesrenar, ängar, häckar, bärbuskar, vingårdar, ruderatmark, bangårdar och vassdungar. Arten förekommer även i bergsterräng.
Arten är polylektisk, den flyger till blommande växter från många familjer, som flockblommiga växter, korgblommiga växter och rosväxter. På kontinenten varar flygperioden mellan början av juni till mitten av augusti.
Larvbona anläggs i märgen på torra stänglar av björnbärskomplexet, tistlar, häckspirea och i cigarrgaller på vass, orsakade av vassfritflugan.

## Utbredning
Arten finns i Centraleuropa från Belgien och Frankrike till Östeuropa och vidare via Centralasien till östra Sibirien och  Mongoliet. 
Ett fynd har gjorts i Tyresö landskommun i Sverige augusti 1932; arten är emellertid rödlistad som nationellt utdöd i Sverige.
I Finland, där den är klassificerad som livskraftig ("LC"), finns arten från Åland och sydkusten norrut till Mellersta Österbotten i väster, Norra Karelen i öster.